# Хьюз, Шарлотта
Шарлотта Мэрион Хьюз (англ. Charlotte Marion Hughes; 1 августа 1877 — 17 марта 1993) — до 6 апреля 2025 года самый пожилой верифицированный человек, когда-либо живший в Соединённом Королевстве. На момент смерти её возраст составлял 115 лет и 228 дней.

## Биография
Её детство прошло в городе Мидлсбро в графстве Йоркшир. Её отец был управляющий музыкальным магазином. С 13 лет она работала учительницей в религиозной школе. Вышла замуж она поздно, в 63 года, после выхода на пенсию. Её мужем был отставной капитан Британской армии Ноэль Хьюз. Их брак продлился до самой смерти мужа, он умер в 1979 году в возрасте 88 лет. Хьюз была третьим верифицированным человеком в истории, чей возраст превысил 115 лет, после Августы Хольц и Жанны Кальман.
У неё было крепкое здоровье и в преклонном возрасте. Шарлотта Хьюз добилась общественного признания за её долголетие, в том числе в 1985 году была приглашена на чаепитие с тогдашним премьер-министром Англии Маргарет Тэтчер. Позже Хьюз вспоминала, что общение с Тэтчер пришлось ей по-душе, и характеризовала премьер-министра как «очень милую женщину». На празднование своего 110-летнего юбилея, она вылетела на Конкорде в Нью-Йорк, тем самым став одной из двух долгожителей-авиапассажиров, перешагнувших 110-летний рубеж, за всю историю пассажирских авиаперевозок. Она остановилась в престижном отеле Уолдорф-Астория, и в течение всех дней её визита, все расходы взял на себя мэр Нью-Йорка Эд Коч.
Она стала самым пожилым человеком в Соединённом Королевстве, когда в Шотландии в 1988 году скончалась Кейт Бегби, и побила Национальный рекорд долголетия, удерживаемый до начала 1992 года Анной Элизой Уильямс. Несколько британских женщин, среди которых Ева Моррис (умерла в возрасте 114 лет и 360 дней) также достигли 114 летнего возраста, а Энни Дженнингс (1884—1999) прожила 115 лет и 8 дней, но до рекорда Хьюз они все-таки не дожили. Хьюз жила в своём доме в небольшом городке графства Северный Йоркшир Marske-by-the-Sea до 1991 года, когда здоровье у неё стало ослабевать, и она больше не смогла заботиться о себе, после чего она переехала в дом престарелых в городе Редкар. Шарлотта Хьюз провела свои последние полтора года жизни в инвалидной коляске, хотя до конца жизни у неё был светлый ум и хорошее зрение. Она была последним, жившим в Англии человеком 1870-х годов рождения.